# Muzeum Techniki Militarnej w Tarnowskich Górach
Muzeum Techniki Militarnej w Tarnowskich Górach – muzeum zlokalizowane jest w Zbrosławicach. W obecnej formie funkcjonuje od dnia 27.08.2022, z inicjatywy fundacji Garnizon Górnośląski.
Muzeum jest organizatorem corocznej imprezy "Piknik Militarny w Tarnowskich Górach" przyciągającej tysiące osób oraz współorganizatorem finałów WOŚP w powiecie Tarnogórskim.

## Kolekcja muzeum
- Czołg T-55A
- PTS-M
- Ciągnik artyleryjski ATS-59G
- Haubica samobieżna 2S1 Goździk
- BWP-1
- Volvo BV202
- Praga PLDvK 53/59 „Ještěrka” (Jaszczurka)
- SKOT
- BRDM-2 malutka
- BTR-60
- GAZ 69
- UAZ 469
- Honker
- Honker Sanitarka
- Mercedes-Benz Wolf
- Man-VW G90
- Unimog 435 sanitarka
- Praga V3S
- Star 660
- Star 660 sala operacyjna
- Star 66
- Star 266 radiostacja R-140
- Star 244
- Star 200
- ZIŁ 131 radiolinia operacyjno-taktyczna typu R-151
- ZIŁ 157
- URAL 375-D
- KRAZ-255
- TATRA 815
- JELCZ 004
- IFA W50L SD30
- JELCZ C417 ciągnik siodłowy
- ROBUR
- ŻUK
- Autosan H6-ZK
- Avia a21f
- AN-2 samolot[4]